# Els Amics de les Arts
Els Amics de les Arts es un grupo de música creado en 2005 en Barcelona. Sus miembros son Dani Alegret, Joan Enric Barceló y Ferran Piqué. Se dieron a conocer con dos maquetas editadas entre 2005 y 2006 y se hicieron populares gracias al disco Bed & Breakfast (Discmedi, 2009). Sus siguientes álbumes fueron Espècies per catalogar (Discmedi, 2012) , Només d'entrar hi ha sempre el dinosaure (Discmedi, 2014) y Un estrany poder (Sony), 2017. Se trata de un grupo de pop con pinceladas de música electrónica. Las letras hablan de situaciones cotidianas y entre sus recursos líricos se pueden destacar los juegos de palabras y la ironía.

## Historia

### 2005-06: Primera etapa
Els Amics de les Arts se formaron en 2005, cuando se auto-produjeron la maqueta Catalonautes (Pistatxo Records, 2005), que presentaron al concurso Sona 9. Llegaron a la final del concurso y se llevaron el premio a Mejor grupo por votación popular. Continuaron su actividad a pesar de estar repartidos por Estados Unidos, Italia, Reino Unido y España y en 2006 se auto-produjeron el EP Roulotte Polar (Pistatxo Records, 2006), que distribuyeron gratis por internet.

### 2008: Castafiore Cabaret
Y no es hasta el 2008 que publican su primer disco de estudio, Castafiore Cabaret (Pistatxo Records, 2008), que fue el primero en distribuirse físicamente, los dos anteriores los publicaron gratuitamente por Internet. En julio de ese año, la revista Enderrock (núm. 153) dedica un reportaje especial al grupo y distribuye con su publicación 8.000 copias del disco.

### 2009-11: Bed & Breakfast
En mayo de 2009 Els Amics de les Arts sacaron un disco de rarezas llamado Cápsules Hoi-Poi, que contenía tres canciones.
En verano de 2009 entraron en el estudio Nòmada57 de Barcelona para grabar su nuevo trabajo, Bed & Breakfast (Discmedi, 2009). Este disco supuso un punto inflexión en la carrera de Els Amics de les Arts, ya que los hizo ganar un disco de oro tras superar las 30.000 copias vendidas,), que se otorga a todas las formaciones que superan las 20.000 unidades vendidas. También les trajo galardones como diez premios Enderrock, el Disc Catalá de l'Any de Ràdio 4 y el Premi Cerverí. Presentaron Bed & Breakfast en Cataluña y acabaron la gira con un total de 123 actuaciones y dos conciertos en el Palacio de la Música Catalana, donde agotaron las localidades en pocas horas. También lo presentaron en Madrid, Valencia, Islas Baleares e hicieron una gira por Alemania.
En enero de 2011 Els Amics de les Arts protagonizaron, junto con el actor Quim Gutiérrez, el anuncio promocional de Estrella Damm, patrocinador oficial del FC Barcelona, que llevaba el lema #quetenim y que fue un éxito en las redes sociales.

### 2012-13: Especies para catalogar
Después de esta gira maratoniana y de un año de silencio alejados de los escenarios, presentan su tercer disco, Espècies per catalogar (Discmedi, 2012). Más maduro, más reflexivo pero manteniendo la frescura que ha caracterizado siempre al grupo. Con este disco, nos invitan a explorar un mundo lleno de experiencias únicas, de personajes muy alejados de los tópicos y de escenarios ubicados entre la realidad y la ciencia ficción. Este trabajo los sitúa en el número 1 de iTunes España y los hace subir directamente al 4 º lugar de la lista de discos más vendidos en el estado. Pasan por los festivales más importantes de Cataluña con todas las localidades vendidas: Cap Roig, Grec, Protalblau, Porta Ferrada o Sons del Món entre otros. Esta nueva gira la ven más de 100.000 espectadores entre Cataluña, Madrid, Bilbao, Valencia y Glasgow. El Espècies per catalogar es Disco de Oro en pocas semanas de salir al mercado y reciben también varios Premios Enderrock de la Música Catalana, el Premio Altaveu, el Premio Arc 2012 a la Mejor Gira por Teatros y Auditorios o el Premio UFI otorgado por las discográficas independientes.
En mayo de 2013 se publicó el CD-DVD Tenim dret a fer l’animal (Discmedi, 2013) grabado en directo en la Sala Razzmatazz durante el concierto final de esta gira. En el verano del mismo año presentan La ciutat entre dos blaus, la canción oficial de los Mundiales de Natación que se celebran en Barcelona.

### 2014-16: Només d'entrar hi ha sempre el dinosaure y décimo aniversario
A finales de 2013 e inicios de 2014 la agrupación inició los trabajos de grabación del que sería su cuarto trabajo de estudio, el cual sería lanzado finalmente el 8 de abril de 2014 bajo el título Només d'entrar hi a sempre el dinosaure (Discmedi, 2014), constó de doce canciones diferentes siendo su primer sencillo Ja no ens passa, publicado el 10 de marzo del mismo año y que en sus primeras horas de lanzamiento obtuvo más de seis mil descargas. El nombre del trabajo proviene del relato El dinosaurio, escrito por el guatemalteco Augusto Monterroso conocido por su frase "Cuando despertó, el dinosaurio todavía estaba allí". El álbum fue el segundo más vendido en el Estado español durante su primera semana según Promusicae, además obtuvo dos premios Enderrock otorgados a la mejor portada y a la mejor canción. Finalmente, en abril de 2015 el grupo obtuvo el disco de oro.
Tras el lanzamiento del trabajo, Els Amics de les Arts inició una gira de promoción que incluyó actuaciones en festival como el de Cap Roig en Palafrugell, y en Canet Rock en 2014 y 2015, además del Arenal Sound de 2014. En 2015 la agrupación cumplió diez años en activo lo que llevó al lanzamiento de un EP de dos canciones denominado La taula petita y el inicio de un nuevo recorrido por algunos de los escenarios más importantes, siendo el concierto de Cap Roig de 2015 y el del Teatro Griego de Barcelona los eventos principales, finalmente se editaría una caja con un CD + DVD con el concierto de Palafrugell denominado 10 Anys.

### 2017-2020: Un estrany poder
Tras celebrar una década en los escenarios, a finales de 2016 la agrupación continuó los trabajos con la grabación de un nuevo trabajo en los Castle of Doom Recording Studios localizados en la ciudad de Glasgow, Escocia. En el mes de noviembre se presentaron los primeros sonidos de lo que sería el nuevo trabajo. Finalmente el 26 de enero de 2017 se lanzaría una nueva canción denominada El seu gran hit y el nombre del nuevo disco que sería llamado Un estrany poder (Sony - Pistatxo Records, 2017) que fue lanzado al mercado el 24 de febrero. El trabajo consta de una docena de temas y la gira de presentación que se preestrenó el 20 de abril en el Teatre Auditori de Llinars del Vallés, finalmente la gira inició de forma oficial al día siguiente en el Centre Cultural de Valls.
La gira de presentación del disco los lleva a hacer más de 80 conciertos mayoritariamente en Cataluña, Valencia y las Islas Baleares. Canciones como El seu gran hit, Les coses y 30 dies sense cap accident convierten himnos indispensables en todas las actuaciones.
En marzo de 2018, la Crítica de los Premios Enderrock los reconoce como Mejor Artista del año. También se llevan el Premio ARC 2018 en la Mejor gira por teatros y auditorios. En noviembre de 2018, incluyen la gira con un concierto especial llamado Symphonic Project, que repasa algunas de sus canciones más representativas con el acompañamiento de una orquesta sinfónica y el Coro Femenino del Orfeón Catalán.
El concierto también significa el adiós de Eduard Costa, que deja el grupo para emprender proyectos en solitario.
Durante el año 2019, el grupo hará una gira de conciertos internacionales y preparará nuevo disco, previsto para 2020. Como avance del disco El senyal que esperaves presentaron el sencillo «El meu cos» en enero de 2020. Después, como consecuencia de la pandemia de coronavirus, la publicación se retrasó al 18 de septiembre. Pero antes, el grupo lanzó un triplete de discos EP, con el nombre común Els dies més dolços con versiones acústicas, y desde su casa, de canciones conocidas del grupo y producidas durante el confinamiento de aquel año.

## Miembros

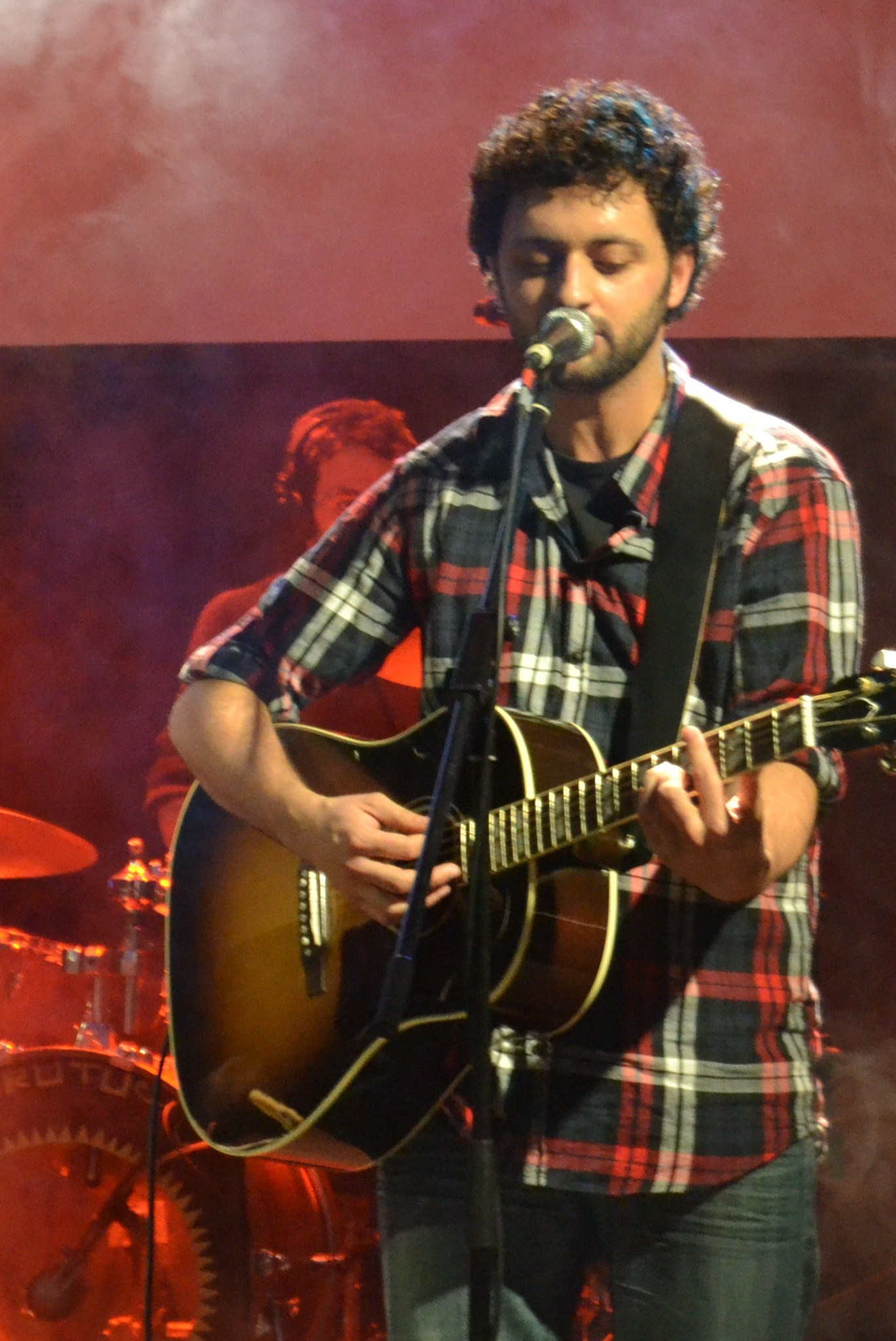
Joan Enric Barceló
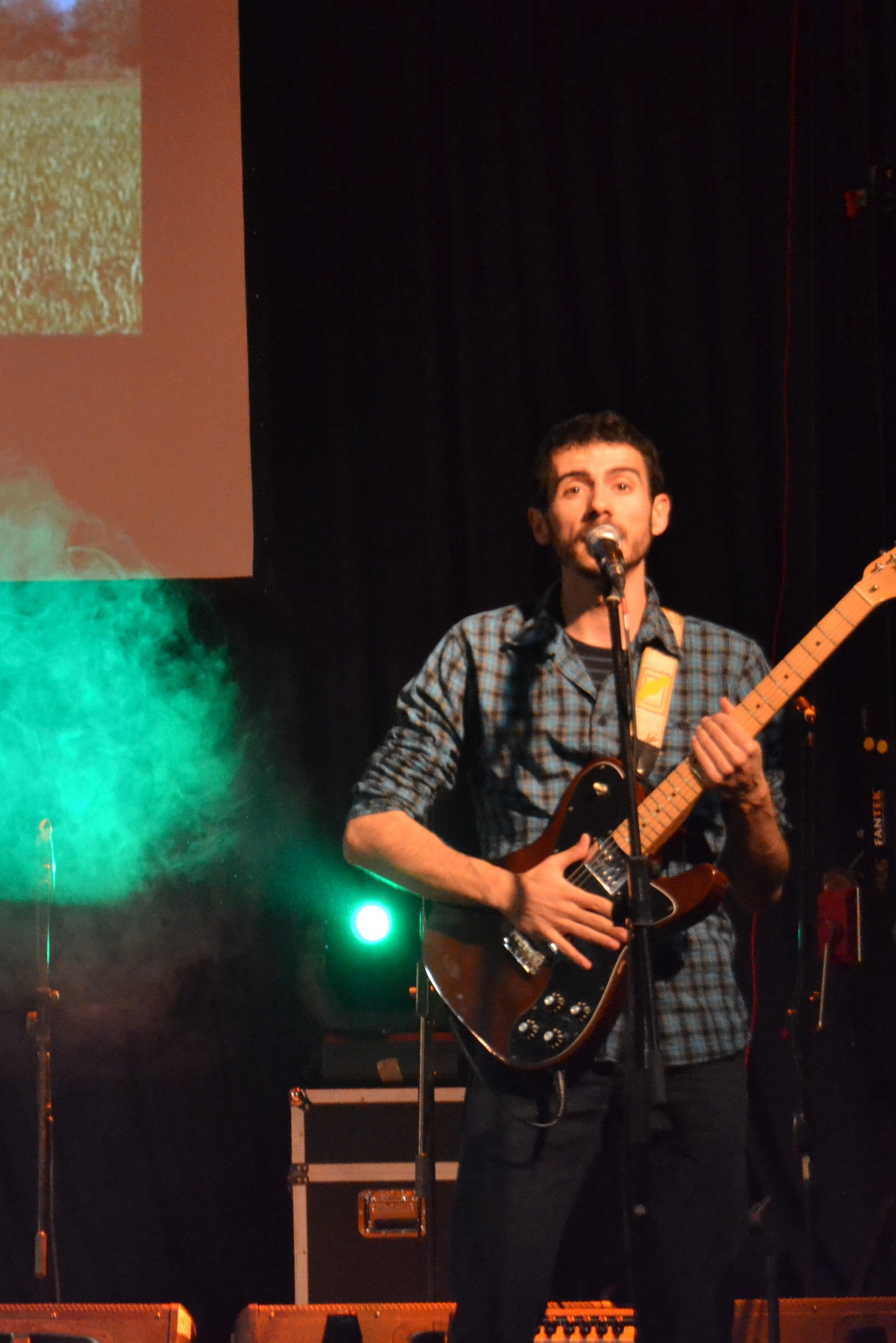
Ferran Piqué
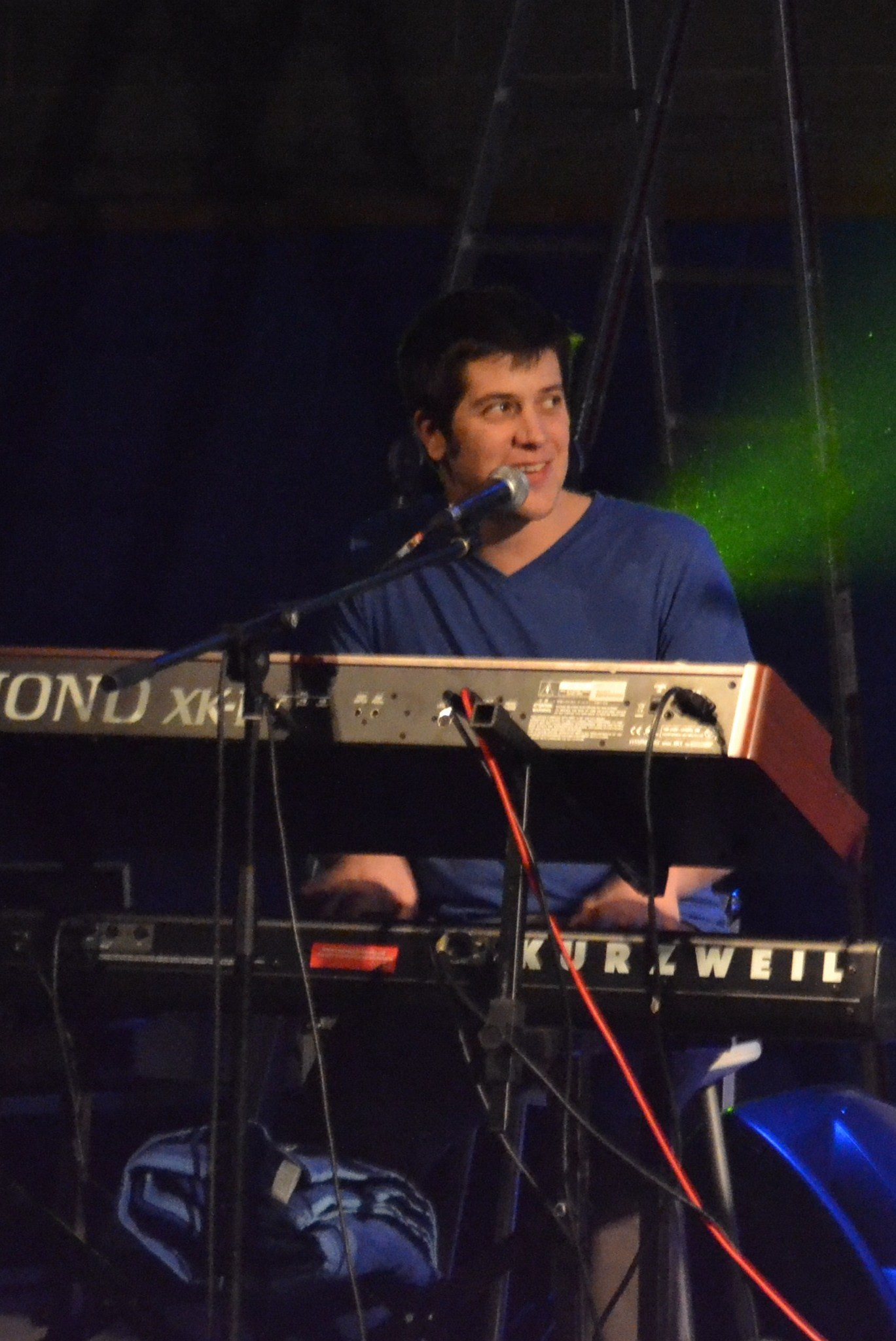
Dani Alegret

### Miembros actuales
- Joan Enric Barceló (2005-presente): Voz y guitarra acústica
- Ferran Piqué (2005-presente): Voz, guitarras eléctricas y bases
- Dani Alegret (2005-presente): Voz, piano, Hammond, Rhodes

### Miembros antiguos
- Eduard Costa (2005 - 2018): Voz, xilófono y melódica

## Discografía

### Álbumes de estudio
- Castafiore Cabaret (Pistatxo Records, 2008)
- Bed & Breakfast (Discmedi, 2009)
- Espècies per catalogar (Discmedi, 2012)
- Només d'entrar hi ha sempre el dinosaure (Discmedi, 2014)
- Un estrany poder (Sony Music, 2017)
- El senyal que esperaves (Música Global, 2020)
- Allà on volia (Pistatxo Records, 2023)

### Álbumes en directo
- Tenim dret a fer l'animal (Discmedi, 2013)
- 10 anys (Pistatxo Records, 2015)

### Maquetas
- Catalonautes (Pistatxo Records, 2005)
- Roulotte Polar (Pistatxo Records, 2007)

### Especiales
- Càpsules Hoi-poi [Disc de rareses] (Pistatxo Records, 2009)
- Les mans plenes (Pistatxo Records, 2009) - Colaboración con el fanzine Malalletra
- Non-non (Pistatxo Records, 2009) - Colaboración con el fanzine Malalletra
- Submarí Pop. Tributo catalán a The Beatles (Grup Enderrock, 2010) - Recopilatorio
- Bed & Breakfast [Edición Especial] (Discmedi, 2010)
- Els dies més dolços Vol #1 (Música Global, 2020)
- Els dies més dolços Vol #2 (Música Global, 2020)
- Els dies més dolços Vol #3 (Música Global, 2020)

## Premios

### Bed & Breakfast(2009)
- Disco de Oro entregado por la Industria musical Promusicae
- 10 Premios Enderrock incluyendo el Mejor Disco 2009 por la crítica y Mejor Directo por el público
- Disco Catalán del Año 2010 entregado por Ràdio 4
- Premio Impala Silver (2010) de la Industria Fonográfica Independiente Europea (+ de 20.000 copias vendidas)
- Finalistas Premios UFI(Unión Fonográfica Independiente) a Mejor Artista Myspace.
- Nominados a los Premios ARC a Mejor Grupo 2010
- Premio Cerverí (2010) a la Mejor Letra de Canción por Reikiavyk
- Premio Impala Double Silver (2012) por la Industria Fonográfica Independiente Europea (+ de 40.000 copias vendidas)

### Espècies per catalogar(2012)
- Disco de Oro por la Industria musical Promusicae
- Premio Impala Silver por la Industria Fonográfica Independiente Europea (+ de 20.000 copias vendidas)
- Premio Altaveu 2012 en reconocimiento a la trayectoria musical del grupo
- Premio Arc 2012 por la Mejor Gira de Teatros y Auditorios
- Louisiana o els camps de cotó nominada a Mejor Canción 2012 por Icat.cat (iCat)
- 4 Premios Enderrock 2012 por Mejor Artista Pop-Rock, Mejor letra de canción por “Louisiana o els camps de cotó“, Mejor videoclip por "Monsieur Cousteau" y Mejor página Web.
- Premio Nacional El Vallenc a la Proyección Artística del grupo.
- Premio de Música Independiente – UFI 2013  a Mejor Álbum cantado en catalán.

### Només d'entrar hi ha sempre el dinosaure(2014)
- Disco de Oro por la Industria musical Promusicae
- Dos Premios Enderrock 2014 por Mejor canción con Ja no ens passa y Mejor portada de disco
- Premio de Música Independiente – UFI 2014 en la categoría Mejor Álbum cantado en catalán
- Premio ARC (Associació Professional de Representants, Promotors i Mànagers de Catalunya) 2015 a la mejor gira por festivales

### El senyal que esperaves(2021)
- Premio Millor Disc Pop Rock per la crítica Enderrock